# Хидака (Хоккайдо)
Хидака (яп. 日高町 Хидака-тё:) — посёлок в Японии, находящийся в уезде Сару округа Хидака губернаторства Хоккайдо. Площадь посёлка составляет 992,67 км², население — 13 042 человека (30 июня 2014), плотность населения — 13,14 чел./км².

## Географическое положение
Посёлок расположен на острове Хоккайдо в губернаторстве Хоккайдо. С ним граничат город Обихиро, посёлки Биратори, Ниикаппу, Мукава, Минамифурано, Симидзу, Мемуро и село Симукаппу.

## Население
Население посёлка составляет 13 042 человека (30 июня 2014), а плотность — 13,14 чел./км². Изменение численности населения с 1980 по 2005 годы:
| 1980 | 18 875 чел. |  |
| 1985 | 18 267 чел. |  |
| 1990 | 16 976 чел. |  |
| 1995 | 16 556 чел. |  |
| 2000 | 15 783 чел. |  |
| 2005 | 14 730 чел. |  |